# Гайнц Берггрюн
Гайнц Берггрюн (нім. Heinz Berggruen; 6 січня 1914 — 23 лютого 2007) — німецький торговець та колекціонер мистецтва, який продав 165 творів мистецтва федеральному уряду Німеччини, щоб сформувати ядро музею Берггрюна у Берліні, Німеччина.

## Біографія
Берггруен народився в Вільмерсдорф, Берлін в асимільованих євреїв батьків: Людвіга Берггруена, бізнесмена, який до війни володів канцелярським бізнесом, а Антоні (Задек). Він відвідував гімназію Гете у Вільмерсдорфі та закінчив Університет Фрідріха-Вільгельма (нині Гумбольдт) 1932 року, де читав літературу. Після 1933 року він продовжив навчання в університетах  Гренобль і Тулузі. Він викладав вільні статті до Frankfurter Zeitung, попередниці сьогоднішньої газети Frankfurter Allgemeine Zeitung. Він обійшов обмеження для єврейських контрибуторів, подавши свої твори через колегу та підписавши їх своїми ініціалами, HB, а не своїм повним єврейським прізвищем. Він втік з Німеччини 1936 року.
Він іммігрував до США 1936 року й вивчав німецьку літературу в Каліфорнійському університеті, Берклі. Попрацювавши мистецтвознавцем у «Хроніка Сан-Франциско», 1939 року він став «помічником директора» в Музеї сучасного мистецтва Сан-Франциско. Там він допоміг підготувати виставку про мексиканського художника Дієго Рівера. Пізніше він також познайомився з Фрідою Кало, з якою недовго кохався у Нью-Йорку 1940 року.

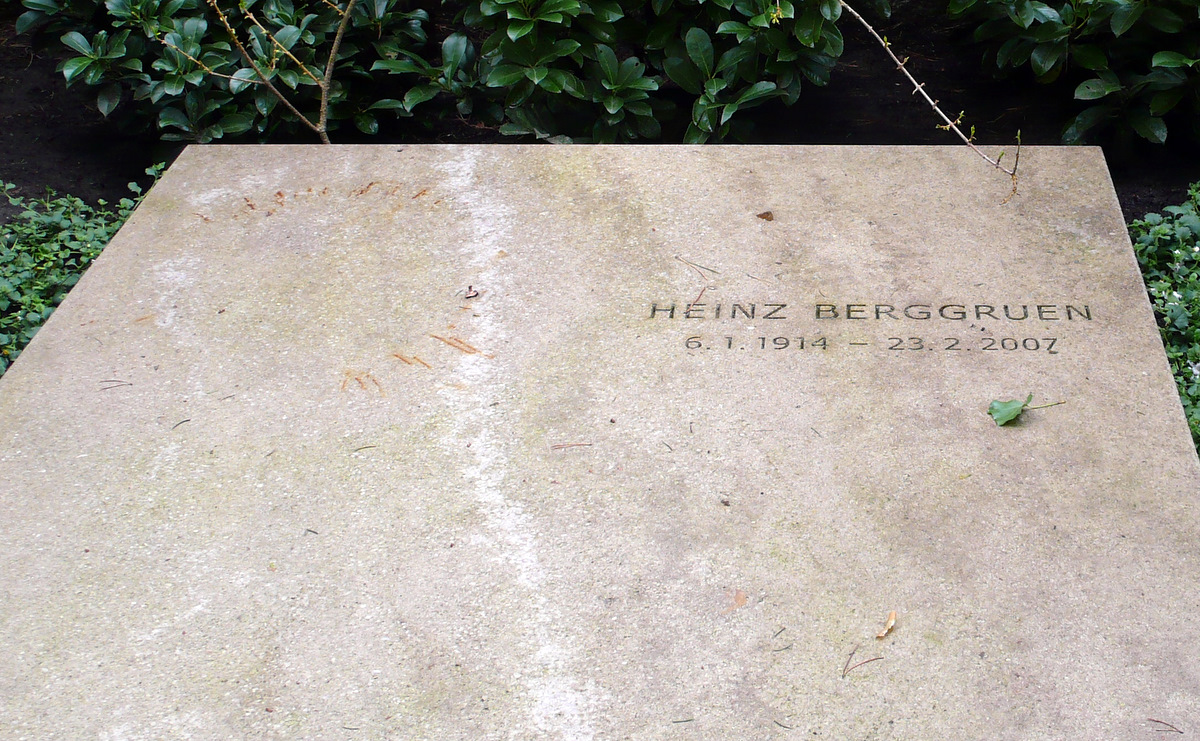
Його могила в Берліні

Того ж року він каже, що придбав свою першу картину за 100 доларів під час медового місяця в Чикаго. Це була акварель Пауля Клее, і він придбав її у єврейського біженця, який потребував грошей. Проживаючи в Каліфорнії, Берггрюен був студентом художника Девід Парк.
Після Другої світової війни Берггрюен повернувся до Європи як член армії США і коротко працював над американською газетою «Heute» у Мюнхені (розташованій у тому ж будинку, де працював прозаїк Еріх Кестнер). Потім він переїхав до Парижа, де працював у відділі образотворчого мистецтва ЮНЕСКО, яким керував його колишній начальник музею Сан-Франциско Грейс Морлі. За кілька років він відкрив невеличку книгарню на Острові Сен-Луї, що спеціалізується на ілюстрованих книгах та пізніших літографіях. Невдовзі він став важливим дилером творів Пікассо.
Його відома колекція мистецтв, яку він оцінив 2001 року у 450 мільйонів доларів, включала 165 робіт майстрів XX століття, таких як Жорж Брак, Анрі Матісс, Пауль Клее та Альберто Джакометті, з унікальною групою з 85 робіт Пікассо.
1977 року Берггрюен опублікував Дуглас Купер каталог, що був причиною Хуан Гріс. Врешті-решт він звільнився з посади директора паризької галереї 1980 року, щоб присвятити себе колекціонуванню та торгівлі. 1988 року він подарував 90 робіт Клее Музею мистецтв Метрополітен у Нью-Йорку, хоча згодом висловив побоювання, що його пожертва залишиться непоміченою у величезних колекціях музею. Того ж року він виставив свою колекцію в Женевському музеї мистецтва і історії. 1990 року він передав значну частину своєї колекції в Національну галерею в Лондоні, де експонував роботи — зокрема знакову картину Серата Натурниця (1886) — до 2001 р. 1995 року німецький уряд здав йому квартиру в Берліні та подарував художній музей навпроти Замок Шарлоттенбург. Колекція, що налічувала тоді 118 творів, була відкрита для громадськості 1997 року. Тоді міністр культури Німеччини Ульріх Ролофф-Момін описав її як «найбільш значущу передачу мистецтва в повоєнній історії Берліна». 2000 року він нарешті продав колекцію мистецтв Прусському фонду культурної спадщини: колекція зі 165 робіт (у тому числі 85 Пікассо), вартість якої Берггруен оцінив в 750 млн євро, була придбана PCHF приблизно за чверть цієї вартості. До цього додатково входить понад шістдесят творів Пауля Клее та двадцять Матісса.

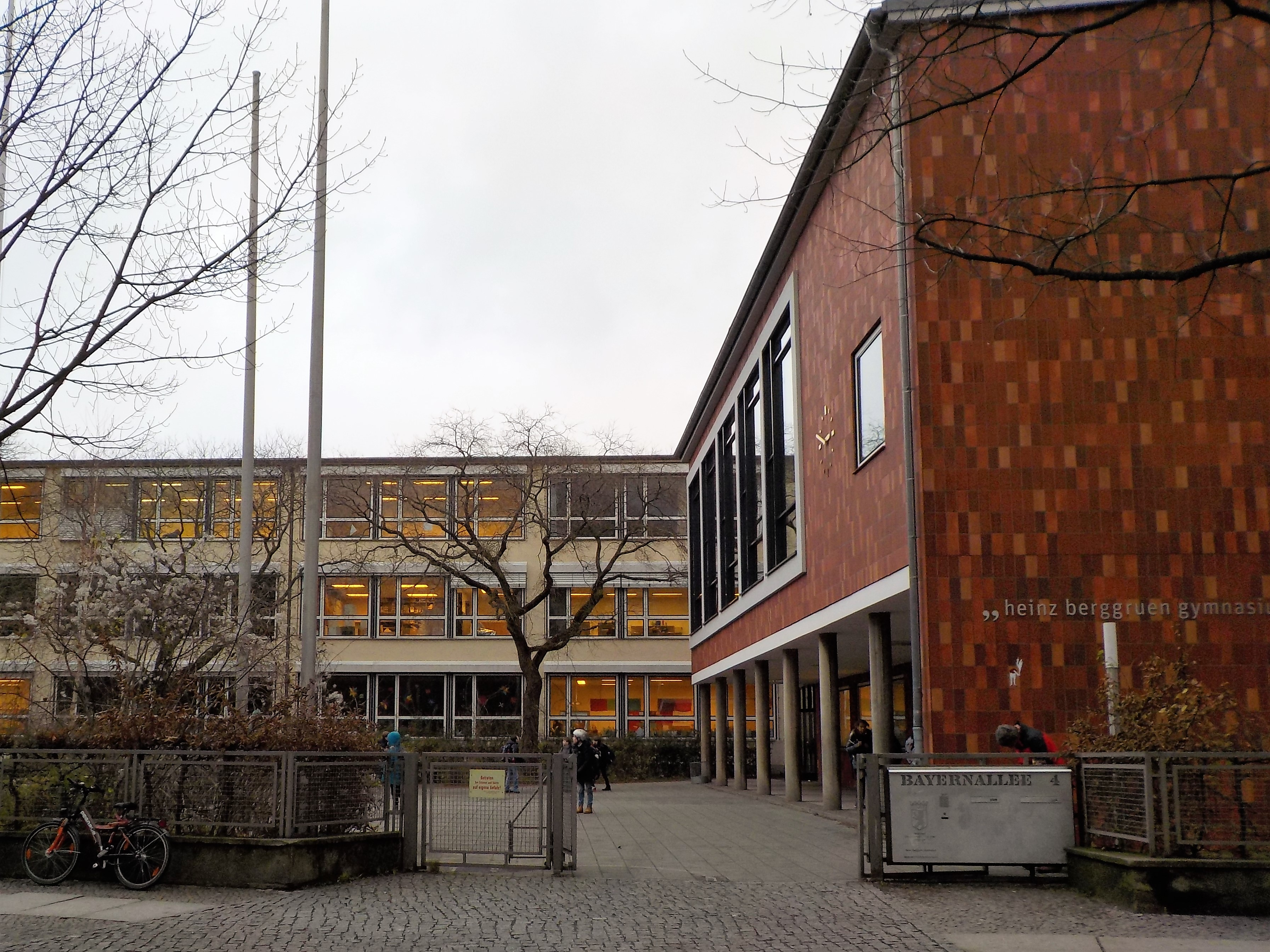
Hainz-Berggruen-Gymnasium у Берліні

За свої досягнення Берггрюен був нагороджений французьким урядом Орденом Почесного легіону, отримав Великий Хрест Орден «За заслуги перед Федеративною Республікою Німеччина» 1999 року та був визнаний почесним громадянином Берліна. Крім того, він отримав нагороду Єврейського музею Берліна за розуміння і терпимість 2005 року, а 1993 року був нагороджений почесним доктором від Університету Аделфі.
2008 року в Берліні школу на його честь було названо Гімназією Гайнца-Берггруена.
Почесний довірчий працівник Музею Метрополітен, він додатково працював у раді Берлінської філармонії.
2016 року колекція Берггруена була повністю виставлена для урочистого відкриття Met Breuer і вирушила до Національної галереї Канади 2018 року.

## Інтернет-ресурси
- Obituary: Heinz Berggruen. UK: The Independent. 28 лютого 2007. Процитовано 28 лютого 2007. {{cite news}}: |archive-url= вимагає |archive-date= (довідка)